# Dégénération
(Mylène Farmer in Dégénération)
Dégénération è il primo singolo tratto dall'album Point de suture della cantautrice francese Mylène Farmer, pubblicato il 18 agosto 2008.
Dopo un anno e mezzo dall'ultimo singolo, estratto dall'album Avant que l'ombre... À Bercy, nel febbraio del 2008 viene annunciato un nuovo album. Il titolo del primo singolo è Dégénération, pubblicato in anteprima il 19 giugno su NRJ. Si tratta di una traccia di 4.07 minuti, dalle sonorità elettro-pop.
Nel video che accompagna il singolo, girato da Bruno Aveillan, la cantante interpreta una creatura aliena che mette in atto attraverso i suoi poteri soprannaturali una sorta di "orgia dell'amore" con tutte le persone che le stanno intorno.
Il singolo è in vendita su supporti fisici dal 18 agosto, una settimana prima dell'uscita dell'album e nonostante la poca promozione arriva direttamente alla posizione numero 1 della classifica dei singoli in Francia. Dégénération è il quinto singolo della cantante ad arrivare nella prima posizione in classifica (dopo Pourvu qu'elles soient douces, Désenchantée, XXL e il duetto con Moby Slipping away (Crier la vie). Tra i remix sono noti quelli del dj Martin Solveig e quello di Tomer G.
Sarà presentato in versione live durante il tour 2009.

## Versioni ufficiali
1. Dégénération (Radio Edit) (4:05)
2. Dégénération (Single/Album Version) (5:27)
3. Dégénération (Instrumental) (5:27)
4. Dégénération (Degenerave Remix) (7:04)
5. Dégénération (Tomer G Sexy Club Mix) (8:28)
6. Dégénération (MHC Future Generation Remix Club) (6:29)
7. Dégénération (Manhattan Clique Mix) (3:20)
8. Dégénération (Version Live 09) (6:58)